# Daniel Oyegoke
Daniel Oyegoke (Barnet, 3 gennaio 2003) è un calciatore inglese, difensore del Verona.

## Biografia
Ha origini nigeriane.

## Caratteristiche tecniche
È un terzino destro.

## Carriera

### Club
Cresciuto nel vivaio dell'Arsenal, il 1º luglio 2021 si trasferisce al settore giovanile del Brentford, senza riuscire mai a esordire in prima squadra.
Il 27 luglio 2022 si trasferisce in prestito annuale in Football League One al MK Dons, salvo poi venire richiamato dal prestito il 2 gennaio 2023.
Il 28 giugno 2023 viene ceduto nuovamente a titolo temporaneo, questa volta al Bradford City, club militante in Football League Two.
Non riscattato dal Bradford, il 21 giugno 2024 si trasferisce a titolo definitivo agli scozzesi degli Hearts, con cui esordisce nelle coppe europee giocando una partita nei preliminari di Europa League e 5 partite nella fase campionato della Conference League.
Il 28 gennaio 2025 viene acquistato dal Verona. Esordisce con i gialloblu l'8 febbraio successivo, nella partita casalinga persa 0-5 contro l'Atalanta, subentrando a Domagoj Bradarić.

### Nazionale
Vanta 32 presenze con le rappresentative giovanili inglesi dall'Under-16 all'Under-20. Ha preso parte al Campionato europeo di calcio Under-19 2022, vinto dall'Inghilterra, e al Campionato mondiale di calcio Under-20 2023.

## Statistiche

### Presenze e reti nei club
Statistiche aggiornate al 31 marzo 2025.
| Stagione        | Squadra         | Campionato      | Campionato | Campionato | Coppe nazionali | Coppe nazionali | Coppe nazionali | Coppe continentali | Coppe continentali | Coppe continentali | Altre coppe | Altre coppe | Altre coppe | Totale | Totale |
| Stagione        | Squadra         | Comp            | Pres       | Reti       | Comp            | Pres            | Reti            | Comp               | Pres               | Reti               | Comp        | Pres        | Reti        | Pres   | Reti   |
| --------------- | --------------- | --------------- | ---------- | ---------- | --------------- | --------------- | --------------- | ------------------ | ------------------ | ------------------ | ----------- | ----------- | ----------- | ------ | ------ |
| 2022-gen. 2023  | MK Dons         | FL1             | 13         | 0          | FACup+CdL       | 0+2             | 0               | -                  | -                  | -                  | FLT         | 3           | 0           | 18     | 0      |
| 2023-2024       | Bradford City   | FL2             | 24         | 0          | FACup+CdL       | 0+2             | 0               | -                  | -                  | -                  | FLT         | 2           | 0           | 28     | 0      |
| 2024-gen. 2025  | Hearts          | SP              | 19         | 1          | SC+SLC          | 1+0             | 0               | UECL               | 6                  | 0                  | -           | -           | -           | 26     | 1      |
| gen.-giu. 2025  | Verona          | A               | 5          | 0          | CI              | -               | -               | -                  | -                  | -                  | -           | -           | -           | 5      | 0      |
| Totale carriera | Totale carriera | Totale carriera | 61         | 1          |                 | 5               | 0               |                    | 6                  | 0                  |             | 5           | 0           | 77     | 1      |

## Palmarès

### Competizioni giovanili

#### Club
Premier League Cup: 1 
Brentford: 2022-2023

#### Nazionali
Campionato europeo di calcio Under-19: 1 
2022